# Liste der Pfarren im Dekanat Horn
Das Dekanat Horn ist ein Dekanat der römisch-katholischen Diözese St. Pölten.

## Pfarren mit Kirchengebäuden und Kapellen
| Pfarre                         | Pfarrverband | Ink.                    | Seit     | Patrozinium                  | Kirchengebäude und Kapellen                                                                                 | Bild |
| ------------------------------ | ------------ | ----------------------- | -------- | ---------------------------- | --- | ---- |
| Altenburg                      |              | Altenburg (OSB)         | 1144     | Mariä Himmelfahrt            | Stiftskirche Altenburg                                                                                      |      |
| Altpölla                       | Pölla-Krumau |                         | 1132     | Mariä Himmelfahrt            | Pfarrkirche Altpölla                                                                                        |      |
| Burgschleinitz                 | Eggenburg    |                         | 1223     | Hl. Michael                  | Pfarrkirche Burgschleinitz Karner Burgschleinitz                                                            |      |
| Dietmannsdorf an der Wild      |              |                         | 1784     | Hl. Laurenz                  | Pfarrkirche Dietmannsdorf an der Wild                                                                       |      |
| Eggenburg                      | Eggenburg    |                         | 1281     | Hl. Stephanus                | Pfarrkirche Eggenburg Kollegium Eggenburg                                                                   |      |
| Franzen                        | Pölla-Krumau |                         | 1355     | Hl. Martin                   | Pfarrkirche Franzen                                                                                         |      |
| Freischling                    | Gars         |                         | 1783     | Hl. Laurenz                  | Pfarrkirche Freischling                                                                                     |      |
| Gars am Kamp                   | Gars         |                         | 11. Jh.  | Hll. Apostel Simon und Judas | Pfarrkirche Gars am Kamp Ehemalige Pfarrkirche Thunau am Kamp                                               |      |
| Horn                           |              | Altenburg (OSB)         | neu 1046 | Hl. Stephanus                | Alte Pfarrkirche St. Stephan (Horn), Neue Pfarrkirche St. Georg (Horn) Piaristenkirche, Altöttinger Kapelle |      |
| Idolsberg                      | Pölla-Krumau |                         | 1415     | Hl. Laurenz                  | Pfarrkirche Idolsberg                                                                                       |      |
| Kattau                         | Eggenburg    |                         | 1111     | Mariä Himmelfahrt            | Pfarrkirche Kattau                                                                                          |      |
| Krumau am Kamp                 | Pölla-Krumau |                         | 1300     | Hl. Margareta                | Pfarrkirche Krumau am Kamp                                                                                  |      |
| Kühnring                       |              |                         | 1083     | Hll. Philipp und Jakob       | Pfarrkirche Kühnring Karner Kühnring                                                                        |      |
| Maria Dreieichen               |              | Altenburg (OSB)         | 1784     | Schmerzhafte Mutter Gottes   | Basilika Maria Dreieichen                                                                                   |      |
| Messern                        |              |                         | 16. Jh.  | Hl. Jakobus der Ältere       | Pfarrkirche Messern                                                                                         |      |
| Mödring                        |              |                         | 16. Jh.  | Hl. Johannes der Täufer      | Pfarrkirche Mödring                                                                                         |      |
| Neukirchen an der Wild         |              |                         | 12. Jh.  | Hl. Martin                   | Pfarrkirche Neukirchen an der Wild                                                                          |      |
| Neupölla                       | Pölla-Krumau |                         | 1784     | Hl. Jakobus der Ältere       | Pfarrkirche Neupölla                                                                                        |      |
| Plank am Kamp                  | Gars         |                         | 1429     | Hl. Nikolaus                 | Pfarrkirche Plank am Kamp                                                                                   |      |
| Reinprechtspölla               |              | Klosterneuburg (CanReg) | 1213     | Hl. Pankraz                  | Pfarrkirche Reinprechtspölla                                                                                |      |
| Rodingersdorf                  |              |                         | 1350     | Hl. Laurenz                  | Pfarrkirche Rodingersdorf                                                                                   |      |
| Roggendorf                     | Eggenburg    |                         | 1784     | Hl. Pankratius               | Pfarrkirche Roggendorf                                                                                      |      |
| Röhrenbach                     |              | Altenburg (OSB)         | 11. Jh.  | Hl. Michael                  | Pfarrkirche Röhrenbach                                                                                      |      |
| Schönberg am Kamp              | Gars         |                         | 1283     | Hl. Agnes                    | Pfarrkirche Schönberg am Kamp                                                                               |      |
| Sigmundsherberg                |              |                         | 1937     | Hl. Christophorus            | Pfarrkirche Sigmundsherberg                                                                                 |      |
| St. Bernhard                   |              |                         | 1784     | Mariä Himmelfahrt            | Pfarrkirche St. Bernhard                                                                                    |      |
| St. Leonhard am Hornerwald     | Gars         |                         | 1779     | Hl. Leonhard                 | Pfarrkirche St. Leonhard am Hornerwald                                                                      |      |
| St. Marein in Niederösterreich |              | Altenburg (OSB)         | 1396     | Hl. Jungfrau Maria           | Pfarrkirche St. Marein in Niederösterreich                                                                  |      |
| Stiefern                       | Gars         |                         | 1266     | Hl. Johannes der Täufer      | Pfarrkirche Stiefern                                                                                        |      |
| Stockern                       |              |                         | 1314     | Heiligstes Herz Jesu         | Pfarrkirche Stockern                                                                                        |      |
| Strögen                        |              | Altenburg (OSB)         | 1076     | Hll. Petrus und Paulus       | Pfarrkirche Strögen Filialkirche Frauenhofen                                                                |      |
| Tautendorf                     | Gars         |                         | 1785     | Hl. Josef                    | Pfarrkirche Tautendorf                                                                                      |      |

## Dekanat Horn
Es umfasst 32 Pfarren. Mit Wirkungsamkeit vom 1. September 2010 wurden die Pfarren Gars am Kamp, St. Leonhard am Hornerwald, Plank, Tautendorf, Schönberg am Kamp, Stiefern und Freischling zu einem Pfarrverband (ca. 5.500 Katholiken) zusammengefasst.

## Dechanten
- ? – 2017 Josef Grünstäudl OSB, vormals Stadtpfarrer von Horn, Beneditikiner des Stifts Altenburg[2]
- seit 1. Dezember 2017 Michael Hüttl OSB, Pfarrer von Maria Dreieichen, Prior von Stift Altenburg[3][2]